# Статуа Винстона Черчила на Парламент скверу
Статуа Винстона Черчила (енгл. Statue of Winston Churchill) на Парламент скверу, у Лондону, је бронзана скулпура бившег британског премијера Винстона Черчила, чији је аутор Ајвор Робертс-Џоунс.
Њена локација је на месту за које је Черчил 1950-их година упућивао као „место где ће моја статуа бити“. Открила ју је његова удовица, Клементин Черчил 1973. године, откривању је присуствовао премијер, док је краљица Елизабета II одржала говор.
Статуа је једна од осам на средишњем травњаку Парламент сквера, од којих су све од добро-познатих државника.

## Опис
Статуа је висока 3,5 метра и направљена је од бронзе. Аутор скулпутре је Ајвор Робертс-Џоунс и налази се у средишњем зеленилу Парламент сквера, преко пута Палате у Вестминстеру. Приказује Винстона Черчила како стоји док држи штап и носи војни шињел. Стубна плоча је висока 2,5 метра, и на њој је великим словима уклесано „Черчил“. Предлог да се унесу игле унутар главе статуе је одбијен 1970-их година — игле је требало да спрече да птице седе на његовој глави.
Одбор за Черчилову статуу имао је недоумица током процеса развоја статуе, да је „мало превише“ личила на италијанског фашистичког вођу, Бенита Мусолинија. Док је глава још стајала у гипсу, извештај за њу је гласио, „У овом тренутку, глава је несумњиво налик Черчиловој, али вероватно не представља њега тако добро на врхунцу своје каријере. Образи, очи и чело и врх главе захтевају побољшања. Рекао сам г. Робертсу-Џоунсу да када сам гледао изнад очију, мислио сам да гледам у Мусолинија“. Роберт-Џоунс је пристао да промени скулптуру, да смањи свод главе како би снизио чело.